# 赤崎睦美
赤﨑 睦美（あかざき むつみ）は、日本の漫画家、イラストレーター。

## 主な作品

### 連載
- フラクタル（『ガンガンONLINE』、スクウェア・エニックス）

### 読みきり
- 浮遊少女（『フレッシュガンガン』、スクウェア・エニックス）
- 嘘つきロイド（『ガンガンONLINE』、スクウェア・エニックス）

| スタブアイコン | サブスタブ | この項目は、まだ閲覧者の調べものの参照としては役立たない、漫画家・漫画原作者に関連した書きかけの項目です。この項目を加筆・訂正などしてくださる協力者を求めています（P:漫画/PJ:漫画家）。 |